# تجمع بدو مجهاح (حديبو)

تعديل مصدري - تعديل

تجمع بدو مجهاح إحدى قرى مديرية حديبو التابعة لمحافظة سقطرى، بلغ تعداد سكانها 38 نسمة حسب تعداد اليمن لعام 2004.